# 金時にんじん
金時にんじん（きんときにんじん）は、東洋系ニンジンの品種。鮮やかな赤い色と、長さ30センチメートルにもなる細長い姿が特徴。大阪市浪速区付近で産するものは木津にんじん、京都府で産するものは京にんじんともよばれる。香川県産が最も多く市場に出回っており、京都府の丹後地方でもさかんに栽培されている。大阪府では「なにわの伝統野菜」、京都府では「ブランド京野菜」に指定している。関西のお節料理には欠かせない。

## 特徴
根は長さ30センチメートルほどの長円錐形で先が鋭くとがり、いぼが白い。リコピンを含み内部まで鮮やかな紅色を呈すことから、「赤ら顔の坂田金時」が名称の由来となっている。16世紀に中国経由で日本に伝わった東洋系のニンジンとしては、唯一の現存種である。
春まきには向かず、夏まきのみで収穫期間も限られる。畑に筋まきし、籾殻などをのせて鎮圧する。種を播いてから7 - 10日後に発芽する。発芽後の苗が小さいうちは雑草をまめに抜く。株間10センチメートルくらいに間引いて、同時に追肥と中耕をして大きく育て、にんじん（根部）の長さが15 - 20センチメートルぐらいになったところで収穫する。収穫時期は11月から3月。過湿を嫌うため栽培には高い畝が必要であり、晩生でとうが立つのが早いため収穫時期は短く、収量も少ない。また、西洋ニンジンより栽培に長い期間が必要であり、根が長いため割れやすく収穫に機械が使えないなど、栽培には難点が多い。
西洋ニンジンと比べて肉質が柔らかく甘味は強く、ニンジン特有の臭いが少ない。煮くずれもしにくいため煮物に向いており、関西地方では御節料理の煮しめや紅白なますのほか、粕汁などに用いられる。ビタミンA、B、Cや食物繊維が豊富に含まれる。鮮やかな赤い色は、抗酸化作用があるリコピンという赤色色素に由来するものである。

## 歴史と栽培地域
16世紀に中国から日本に伝わり、京にんじんとして栽培されていた。1877年には香川県に伝わるなど、西日本各地で栽培されてきた。山口県下関市では先帝祭にも使われていた。
20世紀に入ると、砂地性の土壌を利用して坂出市や観音寺市など香川県の沿岸地域で栽培が盛んになり、近年では同県が全国シェアの70%を占めている。京都府では1990年にブランド京野菜として認証を受けたが、2010年代までには生産が少なくなりブランド品としての出荷実績は消滅している。一方、早取りで周年栽培が可能であり葉も食べられる「京かんざし」という品種を京都府農林水産技術センターが金時にんじんをベースに開発し、2008年から京丹波町や八木町で栽培および出荷を行っている。